# Carlos Bernard
Carlos Bernard Papierski, född 12 oktober 1962 i Evanston, Illinois, är en amerikansk skådespelare. 
Bernard är mest känd för sin roll i 24 som CTU-agenten Tony Almeida.

## Filmografi (urval)
- 1997 - Sunset Beach - Intern
- 1999 - Babylon 5: A Call to Arms
- 2001 - Walker, Texas Ranger - Without a Sound - Raoul "Skull" Hidalgo
- 2001 - 2007 - 24 - Tony Almeida
- 2001 - Dallas